# ミヤマタンポポ
ミヤマタンポポ（学名Taraxacum alpicola）は、キク科タンポポ属の多年草。別名タテヤマタンポポとも呼ばれる。
花言葉は「真実の愛」。

## 概要
白山、北アルプス北部の高山帯の岩礫地や草地に生える多年草。高さ10-20cm。
葉は根生し、長さ10〜20cm、幅3〜6cmで、先は丸く基部は次第に狭くなる。長いものは30cmにもなる。
外見は平地のタンポポとほとんど変わらないが、葉が多く茂っている。

## 形状
花は濃黄色で直径4-5cmと大きく、花茎の先に1個つく。総苞は濃緑色で開花時で長さ1.5〜1.8cm、直径2.5cm。総苞外片は長さ6mmの楕円形で先は尖る。外来種のセイヨウタンポポのように外片がめくれるものが多く、角状突起は目立たない。舌状花の筒部は長さ約5mmで淡色。
痩果は長さ3.5〜4mmの狭卵形で淡褐色。先端は細く伸びて長さ8-9mmの冠毛柄となる。冠毛は白色で長さ8mm。
白馬岳にはよく似たシロウマタンポポも生えており、区別が難しい。シロウマタンポポは総苞外片、内片とも先端に角状突起があること、葉の切れ込みが深いことで区別する。
八ヶ岳に生えるヤツガタケタンポポは、総苞外片は内片の半長以下で角状突起はないことでミヤマタンポポと区別するが、区別しない見解もある。
花期は7〜8月。